# Via Cornelia
La Via Cornelia est une ancienne voie romaine qui parcourait d'est en ouest le mur nord du cirque de Caligula et Néron sur un terrain maintenant couvert par le mur sud de la basilique Saint-Pierre. L'emplacement est étroitement associé à la via Aurelia et à la via Trionfale.
Elle reliait Rome à Chisra. Les historiens Tite-Live et Valère Maxime font référence à une connexion entre les deux villes à l'occasion du sac de Rome par les Gaulois, lorsque les vestales ont été transférées à Chisra.
Elle n'est mentionnée que dans les catalogues régionaux et dans les actes des martyrs. On pense, sans certitude, que la via Cornelia a été construite par l'empereur Caligula pour améliorer l'accès aux jardins impériaux, les Horti Agrippinae. Par conséquent, elle peut avoir formé la limite nord des jardins à l'époque de Néron. Elle aurait également été relié au cirque de Caligula et de Néron, à la basilique et à une double rangée de mausolées.
À l'origine, elle devait constituer un bras du carrefour qui se détachait de la Via Aurelia Nuova à environ trois kilomètres de la Porta Cavalleggeri, à l'Osteria del Gallo, et de là, elle continuait vers les domaines de Torrevecchia, Porcareccia, S. Rufina et Boccea, jusqu'aux collines qui flanquent la rivière Arrone.

## Histoire
Certains archéologues pensent que la via Cornelia n'existait pas et que le nom est une mutilation du nom, via Aurelia. Cette conjecture vient du fait que la via Cornelia n'est mentionnée que dans les itinéraires et les témoins des VIIe et VIIIe siècles. Au cours de ces siècles, la population de Rome diminue d'environ un million et demi à soixante mille habitants, les gens s'appauvrissent et parlent à peine le latin. Ces citoyens n'auraient eu aucune idée de la topographie de la période impériale. Contrairement à ces avis vraisemblablement infondés, des documents bien authentifiés du IVe siècle affirment que saint Pierre a été enterré le long de la via Triumphalis.
Une fouille en 1924 sur le site d'Antioche de Pisidie a permis la découverte d'une pierre gravée datant d'environ 93 apr. J.-C. qui offre des preuves solides que la via Cornelia a existé avant le règne de Constantin. L'inscription sur la pierre mentionne un commandant de la huitième légion Augusta, sous Vespasien et Titus, qui a été surveillant de la via Aurelia et de la via Cornelia.
Bien qu'elle ait très vite disparu, la via Cornelia est décrite dans des documents anciens comme protégée par la tour saillante du mausolée d'Hadrien, dont l'incorporation dans les murs remonte à 401-403 apr. J.-C., lorsque l'empereur Honorius a également inclus la colline du Vatican, auparavant exclue, dans l'enceinte de la ville. Selon d'autres sources, cependant, elle remonte à l'ère aurélienne, vers 270 apr. J.-C. pour la défense du pont Elio.

## Description

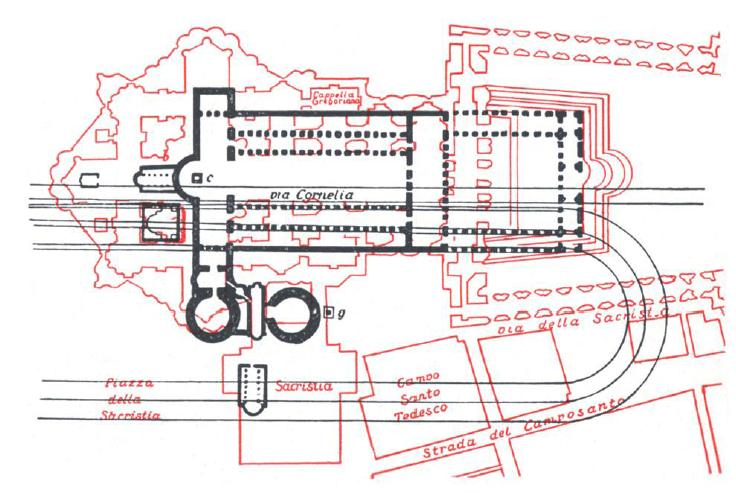
Ancien plan généralement accepté de la topographie du Vatican, aujourd'hui les emplacements de la via Cornelia et du cirque de Néron sur ce plan sont connus pour être inexacts

Autrefois, il était généralement admis que les murs sud de la basilique Saint-Pierre reposaient sur les murs nord du cirque de Caligula et Néron, et qu'une rue courait au nord du cirque sous la basilique. Les fouilles de la basilique et de ses environs ont cependant montré que ce n'était pas tout à fait exact. Une fouille en 1936 sur la place Saint-Pierre a permis de découvrir les traces d'une route qui pourrait être la via Cornelia post-constantinienne. Un fragment de route pavée pré-constantinienne le long du même alignement a également été trouvé à l'angle sud-ouest de la basilique.
On pense maintenant que la via Cornelia venait de l'est et se dirigeait vers l'ouest, s'élevant doucement près de la fontaine actuelle la plus méridionale de la place Saint-Pierre. La via Aurelia partait un peu avant cet endroit et se dirigeait vers le sud-ouest, tandis que la via Cornelia continuait vers l'ouest juste au sud de la façade de la basilique et finalement vers Chisra.
La Via Triumphalis, venant du Pons Neronis, se dirigeait également vers la place Saint-Pierre, puis bifurquait au nord-ouest en direction de la zone administrative de la Cité du Vatican, continuait ensuite vers Véies, jusqu'à ce qu'elle rencontre la Via Cassia à la hauteur de la zone de La Giustiniana. La via della Conciliazione actuelle suit à peu près le même chemin que la via Cornelia. Ces dernières années, les autorités du Vatican ont rouvert les fouilles de la nécropole de la via Triumphalis, qui a été partiellement découverte dans les années 1950 ; les fouilles ont révélé un vaste cimetière romain antique.
Plus loin, la via Cornelia devait suivre le chemin aujourd'hui formé par la via G. De Vecchi Pieralice, la via dei Monti di Creta et celle di Boccea. Elle entrait ensuite dans le territoire de Boccea en suivant le tracé de la via Boccea moderne dont le nom dérive non seulement du château du même nom situé au km 14 500, mais aussi des nombreux buis (« buxus ») à travers lesquels elle serpentait.
Après avoir dépassé la localité d'Acquafredda, la via Cornelia atteint Montespaccato, dont le nom dérive probablement des « fissures » causées dans le sol par la route elle-même, dans laquelle divers vestiges archéologiques ont été trouvés. Après la bifurcation pour Palmarola, elle atteint Casalotti. Grâce aussi aux découvertes dans ce domaine, l'archéologue Sergio Mineo rend compte, cependant, d'une autre hypothèse, formulée par le topographe Giuseppe Lugli : selon le savant, la via Cornelia avait le tracé de l'actuelle via di Boccea ; le tronçon de Battistini à Casalotti était une alternative parallèle, une branche qui la rejoignait approximativement au niveau actuel de la via Borgo Ticino, où une villa romaine en bon état a été trouvée.
La via Cornelia continuait après Casalotti vers le château de Boccea, en passant par les villes de Porcareccia et Selva Candida. Cette dernière doit son nom au récit dévotionnel des saints Rufina et Secondo : dans le lieu traditionnel de leur martyre, indiqué dans la « via Cornelia mil. VIIII Rufinae Secundae », ou le neuvième mille de la via Cornelia, le pape Jules Ier leur fit construire une basilique et leurs corps y furent entreposés en 336 apr. J.-C. L'église a été achevée par le pape Damase Ier en 367. Une véritable ville se forma autour de la basilique dont l'importance grandit rapidement, de sorte que la population se vit presque immédiatement attribuer un pasteur qui prit le titre d'évêque de Selva Candida, ou de Santa Rufina, jouissant d'une importance considérable.
La citadelle se vantait des murs et des deux tours qui la défendaient. À l'est, vers la mer, la tour de Santa Rufina, près de l'ancienne église, a aujourd'hui disparu, sa dernière mention se trouvant dans un document de 1472 dans lequel Giovanni Battista Gollini donne la ferme et la tour au Saint-Esprit. La deuxième tour, également disparue, à l'ouest, s'appelait Lanciafava, un toponyme qu'on retrouve encore aujourd'hui dans les fermes Lanciafava le long de la via della Storta, à côté du domaine Marsicola della Porcareccina.
Après le km 9,00, l'actuelle via Boccea suit fidèlement le tracé de l'ancienne via Cornelia jusqu'au km 14,500 où se trouvent les vestiges du château construit entre le IXe et le XIIe siècle sur l'ancien« Fundus Bucciea », anciennement appelé « Ad Nimphas Catabasi », situé au dixième mile de l'ancienne via Cornelia.
En dehors de Rome, la via Cornelia correspond en partie à la via Tragliata et au vicolo Casale Castellaccio.

## Fonction
Il est possible que la via Cornelia ait été construite par Caligula pour améliorer l'accès aux jardins impériaux, les Horti Agrippinae. Par conséquent, elle peut avoir formé la limite nord des jardins à l'époque de Néron. Elle aurait également relié le cirque de Caligula et Néron à la basilique et à une double rangée de mausolées.